# General Carrera (província)
A Província de General Carrera é uma província do Chile, pertenecente à Região de Aisén (XI Región).
Limita-se ao norte com a província de Coihaique; ao sul com a província de Capitán Prat; ao leste com a Argentina; e a oeste com a província de Aisén.

## Comunas pertencentes à província de General Carrera
A província é constituida por 2 comunas:  
- Río Ibáñez
- Chile Chico